# Leptadenia
Genre
Leptadenia est un genre de plantes à fleurs de la famille des Apocynaceae.

## Liste d'espèces
Selon Catalogue of Life (22 septembre 2017) :
- Leptadenia arborea (Forsskal) Schweinf.
- Leptadenia hastata (Pers.) Decne.
- Leptadenia madagascariensis Decne.
- Leptadenia pyrotechnica (Forsk.) Decne.
- Leptadenia reticulata (Retz.) Wight

Selon NCBI (22 septembre 2017) :
- Leptadenia arborea
- Leptadenia lanceolata
- Leptadenia pyrotechnica
- Leptadenia reticulata

Selon The Plant List (22 septembre 2017) :
- Leptadenia arborea (Forssk.) Schweinf.
- Leptadenia lancifolia (Schumach. & Thonn.) Decne.
- Leptadenia madagascariensis Decne.
- Leptadenia pyrotechnica (Forssk.) Decne.
- Leptadenia reticulata (Retz.) Wight & Arn.

Selon Tropicos (22 septembre 2017) (Attention liste brute contenant possiblement des synonymes) :
- Leptadenia abyssinica Decne.
- Leptadenia appendiculata Decne.
- Leptadenia arborea (Forssk.) Schweinf.
- Leptadenia bojeriana Decne.
- Leptadenia clavipes S. Moore
- Leptadenia cymosa G. Don
- Leptadenia elliptica Blume
- Leptadenia ephedriformis Deflers
- Leptadenia forskalii G. Don
- Leptadenia gracilis Decne.
- Leptadenia hastata Vatke
- Leptadenia heterophylla (Delile) Decne.
- Leptadenia imberbe Wight
- Leptadenia imberbis Wight
- Leptadenia jacquemontiana Decne.
- Leptadenia madagascariensis Decne.
- Leptadenia pyrotechnica (Forssk.) Decne.
- Leptadenia reticulata (Retz.) Wight & Arn.
- Leptadenia spartium Wight
- Leptadenia visciformis Vatke